# Günter Trost

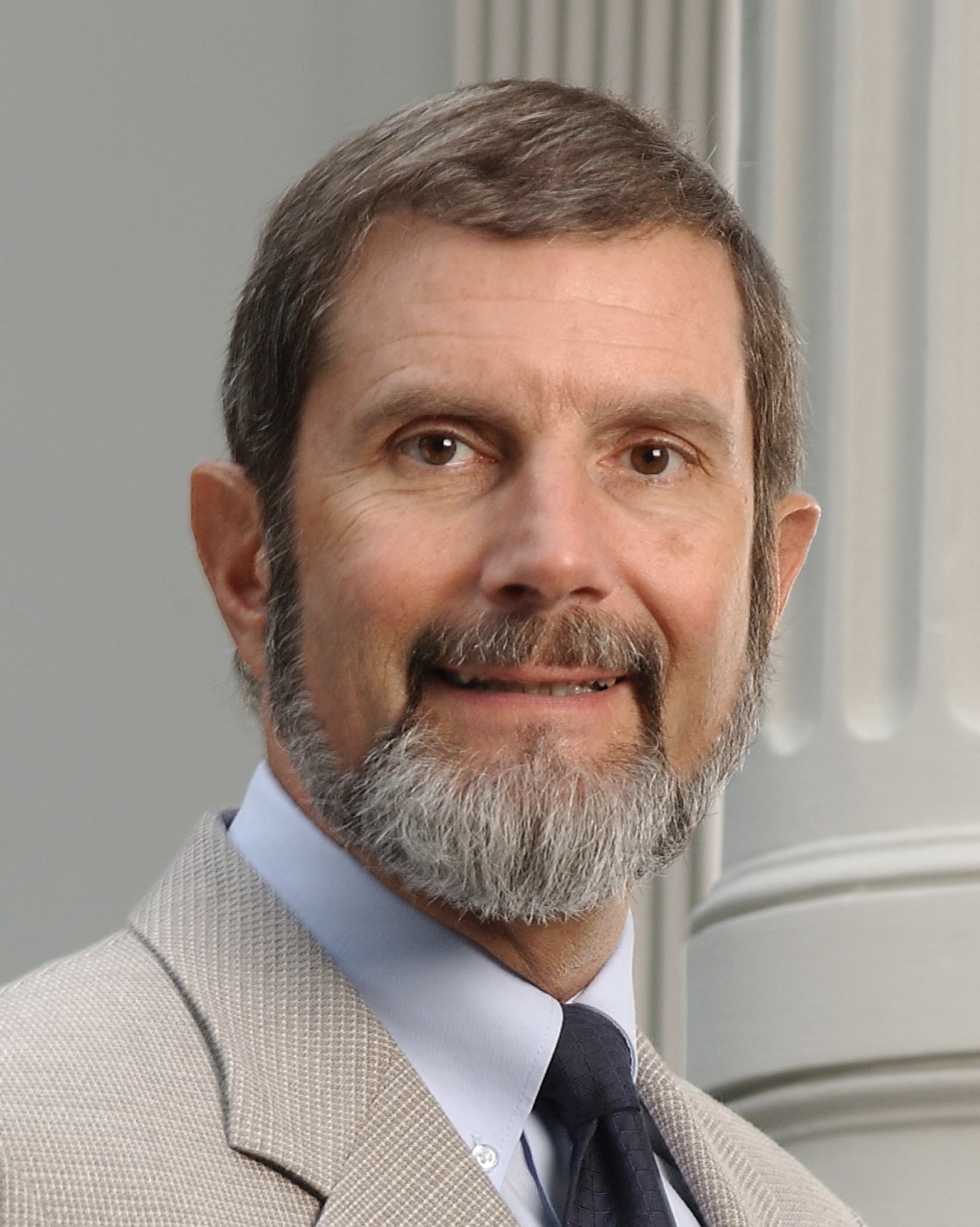
Günter Trost 2004

Günter Trost (* 22. November 1943 in Sigmaringen) ist ein deutscher Psychologe im Ruhestand, der vor allem auf den Gebieten der Begabungsdiagnostik und Testentwicklung für die Hochschulzulassung tätig ist. Er ist emeritierter Honorarprofessor an der Ruprecht-Karls-Universität Heidelberg und war Direktor des Instituts für Test- und Begabungsforschung in Bonn, das unter anderem verantwortlich für den Test für Medizinische Studiengänge (TMS) ist.

## Leben

### Ausbildung
Günter Trost besuchte die Schule in Biberach/Riss von 1950 bis 1963 und diente anschließend bis 1965 als Zeitsoldat bei der Bundeswehr, wo er zum Reserveoffizier ausgebildet wurde. Bis 1970 nahm er an Wehrübungen und Lehrgängen der Bundeswehr teil, die er als Hauptmann der Reserve abschloss.
Ab 1965 studierte er Psychologie und Philosophie an der Universität Tübingen, was er 1968 mit dem Vordiplom in Psychologie und dem Philosophicum (Zwischenprüfung in Philosophie) abschloss. Im selben Jahr wechselte er an die Universität Mannheim, wo er Psychologie mit den Schwerpunkten Arbeits- und Organisationspsychologie (insbesondere Eignungsdiagnostik) und Pädagogische Psychologie studierte. Er erhielt ein Begabtenstipendium der Studienstiftung des deutschen Volkes. 1970 schloss er dieses Studium als Diplompsychologe mit Auszeichnung ab und von 1971 bis 1973 promovierte er berufsbegleitend zum Dr. phil. an der Universität Mannheim.

### Berufliche Tätigkeit
Von 1970 an war er als wissenschaftlicher Mitarbeiter und Projektleiter bis 1975 am Institut für Test- und Begabungsforschung der Studienstiftung des deutschen Volkes in Bonn tätig und wurde 1975 dessen Direktor. Zu seinen Aufgaben gehörten die Entwicklung und Durchführung von Verfahren zur Identifikation von Begabungen, die Entwicklung von Eignungstests, Interviews und Assessment-Center-Verfahren bei der Hochschulzulassung und die Begabungsforschung. Angewendet werden die damals entwickelten und seitdem weiter fortentwickelten eignungsdiagnostischen Verfahren für staatliche und private Hochschulen in Deutschland, der Schweiz und Österreich. Beispiele sind der im Auftrag des DAAD bereitgestellte, weltweit durchgeführte Test für ausländische Studienbewerberinnen und -bewerber, Auswahlverfahren der Universität St. Gallen und der Wirtschaftshochschule in Vallendar sowie Auswahlverfahren für verschiedene Förderprogramme, unter anderem für die Begabtenförderung der Studienstiftung des deutschen Volkes.
Einer der spezifischen Tests, die bis heute in diversen Auswahlverfahren verwendet werden, ist der Sprachlernfähigkeitstest (SLFT). Er geht auf ein Testkonzept zurück, welches Trost (1975) unter der Bezeichnung «Sprachensysteme» bereits in den siebziger Jahren entwickelt hat. Operiert wird mit Phantasiesprachen, in denen neben der semantischen Bedeutung von Wörtern Regeln der Syntax, Konjugation und Deklination erschlossen werden müssen. Einfache Sätze samt «Übersetzung» werden vorgegeben. Die Teilnehmenden sollen die Regeln dieser Phantasiesprache erkennen und damit neue Ausdrücke oder Sätze in der fiktiven Sprache bilden. Die Sprachlernfähigkeit lässt sich somit unabhängig von etwaigen zufälligen Vorkenntnissen in einer "realen" Sprache erfassen, was die Messgenauigkeit des Verfahrens erhöht. Zudem ist der Test in einer Vielzahl von Situationen verwendbar, in denen es um die Fähigkeit zum Erlernen irgendeiner Fremdsprache geht.
Neben den Auswahlverfahren entwickelte das Institut für Test- und Begabungsforschung in den siebziger Jahren eine Serie von sieben «Studienfeldbezogenen Beratungstests». Die Testbatterie misst studienspezifische Fähigkeiten und wird, nach kontinuierlicher Weiterentwicklung, bis heute von der Bundesagentur für Arbeit bundesweit zur Beratung von Studierwilligen verwendet.
1986 wurde unter Trosts Leitung der Test für Medizinische Studiengänge (TMS) als ein Auswahlelement für die Zulassung zum Medizinstudium eingeführt, dem eine längere Entwicklungs- und Erprobungsphase mit entsprechender politischer Diskussion voranging. Die besondere wissenschaftliche Leistung bestand in der Ermittlung wesentlicher Merkmale für eine Vorhersage des Studienerfolges im Medizinstudium aufgrund einer genauen Anforderungsanalyse und deren zuverlässige Erfassung mit einem Testkonzept, welches nachgewiesenermaßen eine mit der Abiturnote vergleichbare Vorhersagegüte für den Studienerfolg aufweist. Im Unterschied zur Abiturnote wird die Testleistung aber unter für alle vergleichbaren Bedingungen geprüft. Der Test leistet somit auch einen Beitrag zur Chancengleichheit.
Der TMS wurde bis 1996 durchgeführt und dann zunächst wieder abgeschafft, weil die Bewerberzahlen stark zurückgegangen waren. Erst seit 2007 (zuerst an Universitäten in fünf Bundesländern, später bundesweit) wird er als Bestandteil der Auswahlverfahrens bei der Medizinerzulassung unter der Verantwortung der Hochschulen wieder eingesetzt, verstärkt seit dem Urteil des Bundesverfassungsgerichts vom 9. Dezember 2017 im Rahmen des neuen Staatsvertrages der Länder vom Dezember 2018 als Ergänzung zur Abiturnote, die auch hinsichtlich des Beurteilungsmaßstabs Unterschiede zwischen den Ländern aufweist. Dies schränkt die Gleichbehandlung der Studierwilligen ein.
Zum Zeitpunkt der vorübergehenden Einstellung des Medizinertests TMS wurde das Institut für Test- und Begabungsforschung der Studienstiftung des deutschen Volkes im Jahr 1997 aufgelöst. Um die weiteren Aufgaben des Instituts fortsetzen und ausweiten zu können, wurde bereits 1992 die ITB Consulting GmbH gegründet. Trost war einer der vier Gründer und bis 2006 Geschäftsführer. Die Bezeichnung des früheren Instituts sowie ein Teil des Personals wurden in die ITB GmbH übernommen.
Zum Profil dieser von ihm geleiteten Einrichtung gehörten zum einen die Bereitstellung psychodiagnostischer Verfahren für die Identifikation und Förderung von Begabungen in Schulen und Hochschulen, für die betriebliche Eignungsdiagnostik bei der Personalauswahl und Personalentwicklung sowie für die kontinuierliche Leistungs- und Potenzialbeurteilung. Der zweite Pfeiler des Leistungsangebots waren die Schulung von Führungskräften in Bildungseinrichtungen, Behörden und Unternehmen in der sachgerechten Handhabung der diagnostischen Instrumente sowie das Training bestimmter Kompetenzen und Coaching.
Mit seiner Publikationstätigkeit auf verschiedenen Ebenen leistete Trost einen Beitrag zur Herstellung der politischen Akzeptanz von Zulassungsverfahren. Es wuchs die Überzeugung, dass ein Eignungstest wie der TMS nicht nur in Deutschland einen wesentlichen Beitrag zur validen und fairen Auswahl der Studierenden leisten kann, wann immer die Bewerberzahl die Zahl der verfügbaren Studienplätze erheblich übersteigt. Unter seiner Leitung wurden ab dem Jahr 1998 das Konzept und wichtige Aufgabengruppen des TMS für die Adaptation und jährliche Verwendung im Rahmen des Eignungstests für das Medizinstudium in der Schweiz dem Schweizer Partner bereitgestellt. Diese Kooperation besteht bis heute. Als Mitglied des Beirates „Eignungstest“ beriet Trost die Schweizer Partner und konnte den Einsatz des EMS in Österreich von 2006 bis 2012 unter Schweizer Federführung mit unterstützen.
Vergleichbare Beratungen bei der Entwicklung und Verwendung von Hochschulzulassungsverfahren führte er auch für nationale Testinstitute in Australien, China, Japan, der Mongolei, den Philippinen und der Türkei durch. Im Bereich der Begabungsförderung wirkte Trost in mehreren Programmen als Mentor oder Berater mit. So war er Vorsitzender des wissenschaftlichen Beirats der Akademien von Bildung & Begabung, einer von Bund und Ländern geförderten Einrichtung zur Talentförderung im schulischen Bereich.

### Lehre
Seit 1998 ist er Honorarprofessor für Psychologie der Universität Heidelberg, die Lehrtätigkeit erfolgte bis 2005 in den Bereichen Eignungsdiagnostik, Intelligenz- und Kreativitätsforschung sowie Hochbegabungsforschung.

### Tätigkeit im Ruhestand
Seit 2016 führten ihn fünf erfolgreiche ehrenamtliche Einsätze als Experte im Rahmen von Entwicklungshilfe-Projekten des Senior Expert Service (Bonn) nach Indonesien, Südafrika, Kasachstan, Tunesien und Kamerun. Er ist weiterhin Gesellschafter und Senior-Berater der ITB Consulting GmbH.

## Privates
Günter Trost ist verheiratet, ist Vater einer Tochter und lebt in Muri (Kanton Aargau) in der Schweiz. Er ist auch Schweizer Staatsbürger geworden und engagiert sich in der Lokalpolitik seiner Heimatgemeinde. Trost spielt Klavier und ist bis heute einmal pro Woche als Barpianist in einem Restaurant tätig, das von seiner Frau Marlies Laubacher geführt wird. Er singt im regional auftretenden Regi-Chor Muri. Ferner ist er Verwaltungsratspräsident der Innovalis AG, die unter der Geschäftsführung seiner Frau Projekte in den Bereichen Gastronomie, Wohnen und Arbeiten durchführt.

## Veröffentlichungen (Auswahl)
Günter Trost hat zahlreiche Publikationen verfasst oder mitverfasst bzw. herausgegeben, die sich vor allem mit den Themen Eignungsdiagnostik und Hochschulzulassung befassen. Die aktuelle Publikationsliste umfasst 6 Bücher, 50 Beiträge zu wissenschaftlichen Büchern, 22 wissenschaftliche Zeitschriftenbeiträge, 15 Arbeitsberichte, 5 allgemeine Zeitungs- und Zeitschriftenbeiträge und 14 Testentwicklungen, die in verschiedenen Kontexten und Einrichtungen eingesetzt werden.

### Bücher
- F. Blum, A. Hensgen, G. Trost: Beratungstests für Oberstufenschüler und Abiturienten. Institut für Test- und Begabungsforschung, Bonn 1985, ISBN 3-922163-06-8.
- R. S. Jäger, R. H. Lehmann, G. Trost (Hrsg.): Tests und Trends 11. Jahrbuch der Pädagogischen Diagnostik. Beltz, Weinheim/Basel 1997, ISBN 3-407-34108-3.
- G. Trost: Vorhersage des Studienerfolgs. Westermann, Braunschweig 1975, ISBN 3-14-167138-9.
- G. Trost, H. Bickel: Studierfähigkeit und Studienerfolg. Minerva., München 1979, ISBN 3-597-10024-4.
- G. Trost, J. Ebach: Admission to Medical Schools in Europe. Pabst Science Publishers, Berlin / Wien / Zagreb 1997, ISBN 3-931660-39-7.
- G. Trost, K. Ingenkamp, R. S. Jäger (Hrsg.): Tests und Trends 10. Jahrbuch der Pädagogischen Diagnostik. Beltz, Weinheim 1993, ISBN 3-407-34075-3.[28]

### Wissenschaftliche Beiträge (Auswahl)
- G. Trost: Identification of Highly Gifted Adolescents – Methods and Experiences. In: K. A. Heller, J. F. Feldhusen (Hrsg.): Identifying and Nurturing the Gifted. An International Perspective. Huber, Toronto/Lewiston, N.Y./Bern/Stuttgart 1986, S. 83–91.
- G. Trost: Die Bedeutung des Interviews für die Diagnose der Studieneignung. Dar-stellung der internationalen Forschungsergebnisse. In: R. Lohölter (Hrsg.): Das Interview im Zulassungsverfahren zum Medizinstudium. Schattauer, Stuttgart/New York 1986, S. 49–80.
- G. Trost: Hochbegabte und eine Repräsentativgruppe deutscher Abiturienten in elfjähriger Längsschnittbeobachtung: Vergleich der Studien- und Berufswege. Ein Zwischenbericht. In: Empirische Pädagogik. Zeitschrift zu Theorie und Praxis erziehungswissenschaftlicher Forschung. Band 1, 1987, S. 6–26.
- G. Trost: Attitudes and Reactions of West German Students with Respect to Schola¬stic Aptitude Tests in Selection and Counseling Programs. In: B. Nevo, R. S. Jäger (Hrsg.): Educational and Psychological Testing: The Test Taker's Outlook. Beltz, Weinheim 1993, S. 148–196.
- G. Trost: Interview. In: K. Pawlik (Hrsg.): Differentielle Psychologie. Band 1: Grundlagen und Methoden. Enzyklopädie der Psychologie. Hogrefe, Göttingen 1994, S. 463–505.
- G. Trost: Prediction of excellence in school, higher education, and work. In: K. A. Heller, F. J. Mönks, R. J. Sternberg, R. F. Subotnik (Hrsg.): International Handbook of Giftedness and Talent. 2. Auflage. Elsevier, Amsterdam / Lausanne / New York / Oxford / Shannon / Singapore / Tokyo 2000, S. 317–327.
- G. Trost: Assessment-Center-Verfahren für Führungskräfte auf drei Kontinenten: Was ist gleich? Was ist anders? In: E. Fay (Hrsg.): Das Assessment-Center in der Praxis. Konzepte – Erfahrungen – Innovationen. Vandenhoeck & Ruprecht, Göttingen 2002, S. 33–52.
- G. Trost: Eingangsdiagnostik als Grundlage des Coachings. In: T. S. Eberle, S. Spoun (Hrsg.): Durch Coaching Führungsqualitäten entwickeln. Kernkompetenzen erkennen und fördern. Versus Verlag, Zürich 2012, S. 137–150.
- G. Trost: Allgemeine Zugangsberechtigung mit der Matura versus spezifische Zugangsprüfungen. In: F. Eberle, B. Schneider-Taylor, D. Bosse (Hrsg.): Abitur und Matura zwischen Hochschulvorbereitung und Berufsorientierung. Springer VS, Wiesbaden 2014, S. 151–177.
- G. Trost, T. Kirchenkamp: Predictive Validity of Cognitive and Noncognitive Variables with Respect to Choice of Occupation and Job Success. In: H. Schuler, L. L. Farr, M. Smith (Hrsg.): Personnel Selection and Assessment. Individual and Organizational Perspectives. Lawrence Erlbaum Associates, Hillsdale, N.J. 1993, S. 303–314.
- G. Trost, E. Klieme, H.-U. Nauels: Prognostische Validität des Tests für medizinische Studiengänge (TMS). In: T. Herrmann (Hrsg.): Hochschulentwicklung – Aufgaben und Chancen. Roland Asanger Verlag, Heidelberg 1997, S. 57–78.
- G. Trost, J. Sieglen: Biographische Indikatoren herausragender beruflicher Leistungen. In: E. A. Hany, H. Nickel (Hrsg.): Begabung und Hochbegabung. Theoretische Konzepte – empirische Befunde – praktische Konsequenzen. Huber, Bern 1992, S. 95–104.